# 太田龍之介
太田龍之介（おおた りゅうのすけ、2002年4月1日 - ）は、京都府出身のプロサッカー選手。Jリーグ・栃木SC所属。ポジションはフォワード。

## 来歴
セレッソ大阪U-15を経てファジアーノ岡山岡山U-18へ加入。トップチーム昇格とはならず、明治大学へ進学。3年時にはリーグ戦で7試合連続ゴールを含む14ゴールをマークし、同大学の中村草太に次ぐ得点ランキング2位となった。
2023年5月23日、ファジアーノ岡山FCへの来年度加入が発表された。本人にとってはU-18の時に所属した古巣への帰還であり、ファジアーノ岡山にとってもアカデミー出身の選手が、大学を経て再加入するのは初であった。
2024年3月24日、ザスパクサツ群馬戦にてスタメンとしてJリーグ初出場を果たした。
2024年5月15日、右足関節外側不安定症および、右足関節前方インピンジメントと診断され約3か月の離脱となった。
2025年5月27日、栃木SCに育成型期限付き移籍を発表

## 所属クラブ
- ForestFC京都
- セレッソ大阪U-15
- ファジアーノ岡山U-18
- 明治大学
- 2024年 - ファジアーノ岡山
  - 2025年5月 - 栃木SC（期限付き移籍）

## 個人成績
| 国内大会個人成績 | 国内大会個人成績 | 国内大会個人成績 | 国内大会個人成績 | 国内大会個人成績 | 国内大会個人成績 | 国内大会個人成績 | 国内大会個人成績 | 国内大会個人成績 | 国内大会個人成績 | 国内大会個人成績 | 国内大会個人成績 |
| 年度             | クラブ           | 背番号           | リーグ           | リーグ戦         | リーグ戦         | リーグ杯         | リーグ杯         | オープン杯       | オープン杯       | 期間通算         | 期間通算         |
| 年度             | クラブ           | 背番号           | リーグ           | 出場             | 得点             | 出場             | 得点             | 出場             | 得点             | 出場             | 得点             |
| 日本             | 日本             | 日本             | 日本             | リーグ戦         | リーグ戦         | リーグ杯         | リーグ杯         | 天皇杯           | 天皇杯           | 期間通算         | 期間通算         |
| ---------------- | ---------------- | ---------------- | ---------------- | ---------------- | ---------------- | ---------------- | ---------------- | ---------------- | ---------------- | ---------------- | ---------------- |
| 2024             | 岡山             | 11               | J2               | 12               | 0                | 0                | 0                | 0                | 0                | 12               | 0                |
| 2025             | 岡山             | 11               | J1               | 1                | 0                | 0                | 0                | -                | -                | 1                | 0                |
| 2025             | 栃木SC           | 32               | J3               |                  |                  | -                | -                |                  |                  |                  |                  |
| 通算             | 日本             | 日本             | J1               | 1                | 0                | 0                | 0                | -                | -                | 1                | 0                |
| 通算             | 日本             | 日本             | J2               | 12               | 0                | 0                | 0                | 0                | 0                | 12               | 0                |
| 通算             | 日本             | 日本             | J3               |                  |                  | -                | -                |                  |                  |                  |                  |
| 総通算           | 総通算           | 総通算           | 総通算           | 13               | 0                | 0                | 0                | 0                | 0                | 13               | 0                |

出場歴
- Jリーグ初出場 - 2024年3月24日 J2第6節 ザスパ群馬戦 (正田醤油スタジアム群馬)
- Jリーグ初得点 - 2025年6月15日 J3第16節 福島ユナイテッドFC戦 (とうほう・みんなのスタジアム)

## 代表・選抜歴
- U-20日本代表候補